# Amfiteatr im. Anny Jantar we Wrześni

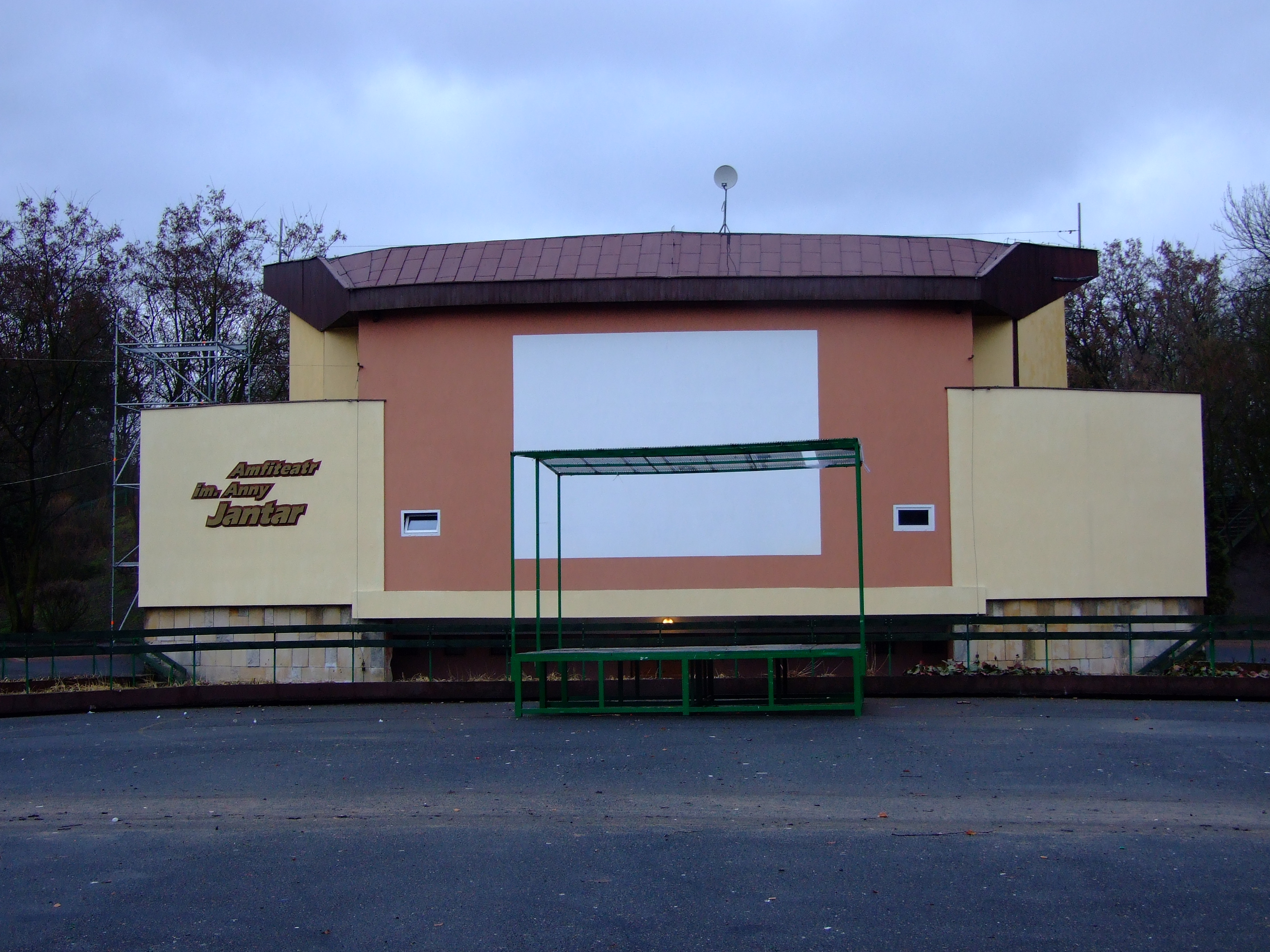
Amfiteatr im. Anny Jantar we Wrześni po remoncie

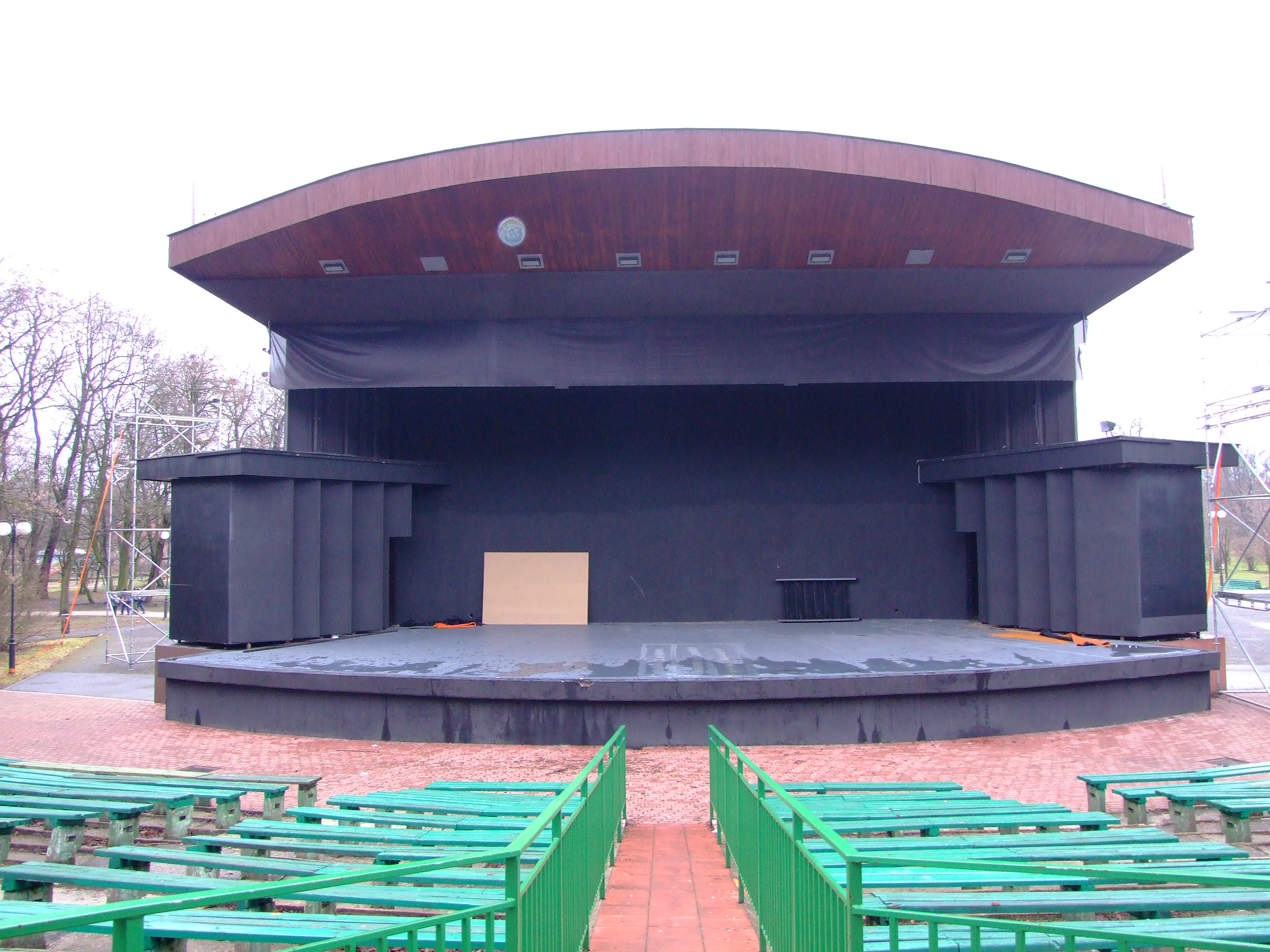
Odnowiona scena amfiteatru im. Anny Jantar we Wrześni

Amfiteatr im. Anny Jantar we Wrześni – budowla widowiskowa z półkolistą widownią we Wrześni (województwo wielkopolskie).
Obiekt położony w Parku Miejskim im. Dzieci Wrzesińskich, wykorzystywany przez Wrzesiński Ośrodek Kultury. Uchwałą nr XXXII/295/05 z 27 kwietnia 2005, Rada Miejska we Wrześni nadała amfiteatrowi imię Anny Jantar – polskiej piosenkarki. Anna Jantar śpiewała na tej scenie dla wrzesińskiej publiczności w 1976 podczas turnieju „Bank 440”, organizowanego przez Telewizję Polską. 
W latach 2004–2008 w amfiteatrze odbywał się Festiwal Piosenki im. Anny Jantar. Amfiteatr był również miejscem organizacji prawyborów prezydenckich, parlamentarnych i europarlamentarnych, a także wielu imprez okolicznościowych.